# 京成谷津支線
谷津支線（やつしせん）は、かつて千葉県船橋市の京成花輪駅（現・船橋競馬場駅）から千葉郡津田沼町の谷津遊園地駅を結んでいた、京成電気軌道の鉄道路線（廃線）である。

## 路線データ
- 路線距離（営業キロ）：1.2km
- 軌間：1372mm
- 駅数：2駅（中間駅なし）
- 複線区間：なし（全線単線）
- 電化区間：全線（1928年3月まで直流600V・以後1200V）
- 閉塞方式

## 路線概要
1925年（大正14年）開設の谷津遊園への足として複線で建設され、当初は押上からの直通運転がされた。京成本線からの分岐駅である京成花輪駅（現在の船橋競馬場駅）は、谷津支線開業と同時に設置された駅である。しかし、谷津海岸駅（現・谷津駅）から谷津遊園までを直線で結ぶ約300メートルの道路（現在の谷津遊路商店街）が開通したために、必要性が低下。開業から5年も経たない1931年（昭和6年）に、単線化および営業休止され、さらに1934年（昭和9年）には営業廃止された。その後、1936年（昭和11年）には、谷津遊園地駅跡を含む一帯が「谷津遊園保健郷　海浜別荘住宅」として分譲され、京成本線の谷津海岸駅が「谷津遊園駅」と改称された。そして、谷津遊園駅は谷津遊園の閉園に伴い現在の「谷津駅」に改称している。
営業期間がきわめて短期間だった上に、路線廃止から長期間が経っていて周辺開発の進行が激しいために痕跡をたどるのは非常に難しい。当時の地形図に修正がなされていなかったこともあって、谷津遊園地駅の位置を推測することすら困難とも言える。

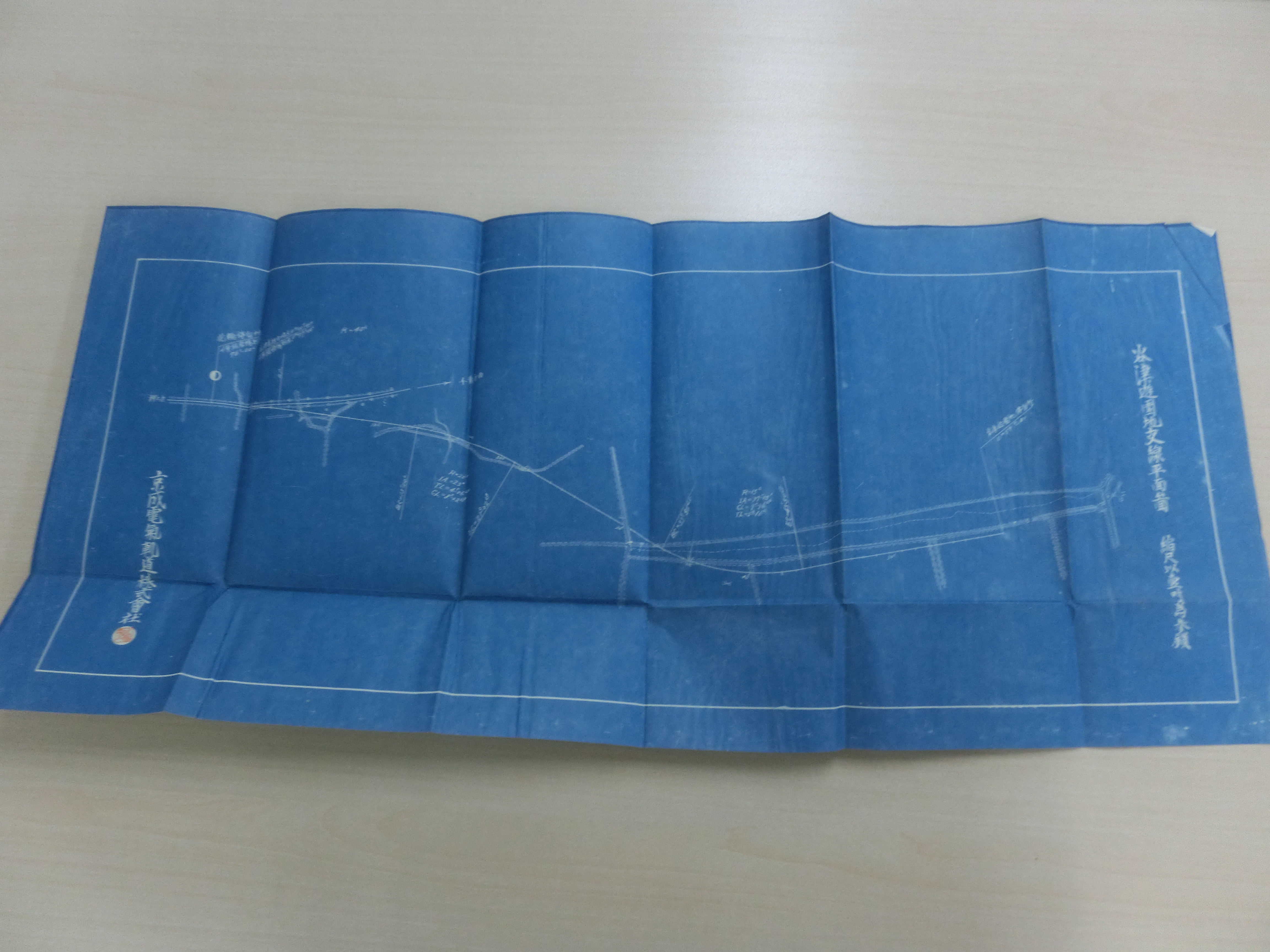
京成電気軌道谷津支線平面図（国立公文書館所蔵資料）

## 歴史
- 1926年（大正15年）1月6日 - 軌道特許状下付[4]
- 1927年（昭和2年）8月21日 - 開業[5]
- 1931年（昭和6年）10月27日 - 運転休止
- 1934年（昭和9年）6月22日 - 全線廃止[6][7][8]

## 駅一覧
京成花輪駅 - 谷津遊園地駅

## 接続路線
- 京成花輪駅：京成電気軌道本線